# Jia Nan Yuan
Jianan Yuan (Zhengzhou, 11 de julio de 1985) es una jugadora de tenis de mesa china, naturalizada francesa.
Participó en los Juegos Olímpicos de Tokio 2020.

## Palmarés internacional
| Campeonato Europeo | Campeonato Europeo | Campeonato Europeo | Campeonato Europeo |
| Año                | Lugar              | Medalla            | Prueba             |
| ------------------ | ------------------ | ------------------ | ------------------ |
| 2022               | Múnich             | Medalla de oro     | Dobles mixto       |